# حسین نامق اورکون
حسین نامق اورکون (به ترکی استانبولی: Hüseyin Namık Orkun) (متولد ۱۵ اوت ۱۹۰۲، استانبول – درگذشت ۲۳ مارس ۱۹۵۶، آنکارا)، تاریخ‌دان و زبان‌شناس ترک بود. او آثاری درباره قومیت ترک، پان‌ترکیسم و جهان ترک نگاشته است.

## زندگی‌نامه
او در سال ۱۹۰۲ در استانبول متولد شد. تحصیلات متوسطه خود را در دبیرستان (سلطانی) نیشانتاشی به پایان رساند.
پس از اتمام تحصیل در رشته تاریخ در دانشکده ادبیات دانشگاه استانبول، در دانشکده فلسفه دانشگاه بوداپست به تحصیل ترک‌شناسی پرداخت. او شاگرد گیولا نمت بود. اورکون اثر خود به نام «جهان ترک» (Türk Dünyası) را که درباره شاخه‌های معاصر نژاد ترک است، در بوداپست نوشت (این اثر پس از بازگشت او به کشور، در سال ۱۹۳۲ در ترکیه به چاپ رسید).
او در سال ۱۹۳۰ تحصیلات خود را به پایان رساند و به عنوان معلم تاریخ در مؤسسه آموزشی قاضی (Gazi) منصوب شد. او سال‌ها در مؤسسه آموزشی قاضی، دانشکده پلیس، کنسرواتوار دولتی و دانشکده پزشکی، دروس تاریخ ترکیه و انقلاب را تدریس کرد.
علاوه بر معلمی، او تحقیقاتی در زمینه زبان و تاریخ ترک انجام داد. انتشارات او شامل افسانه‌ها و حماسه‌های ترک، تحقیقاتی درباره قبایل ترک، مقالات فکری درباره قومیت ترک و پان‌ترکیسم، و نقد و معرفی نشریات است.
در سال ۱۹۴۴، در پرونده «نژادپرستی-تورانی‌گری» محاکمه شد؛ پس از گذراندن یک سال در زندان، تبرئه گردید. اورکون پس از خروج از زندان با مشکلات سلامتی مواجه شد و در سال ۱۹۵۶ در آنکارا درگذشت.

## آثارش
- Peçenekler, 1933
- Atilla ve Oğulları, 1933
- Oğuzlara Dair, 1935
- Hunlar, 1938
- Türk Tarihinin Bizans Kaynakları, 1938
- Osmanlıların Aslına Dair, 1939
- Türk İstilası Devrinde Macaristan ve Avusturya'da Casuslar, 1939
- Türk Sözünün Aslı, 1940
- Eski Türk Yazıtları (4 cilt), 1936-1941
- Prens Kalyanamkara ve Papamkara Hikâyesinin Uygurcası, 1940
- Türk Efsaneleri, 1943
- Yeryüzünde Türkler, 1944
- Türkçülüğün Tarihi 1944
- Türk Tarihi (4 cilt), 1946
- Eski Türklerde Evcil Hayvanların Tarihçesi, 1954